# Microthyris prolongalis
Microthyris prolongalis là một loài bướm đêm trong họ Crambidae.